# Jami al-Tawarij

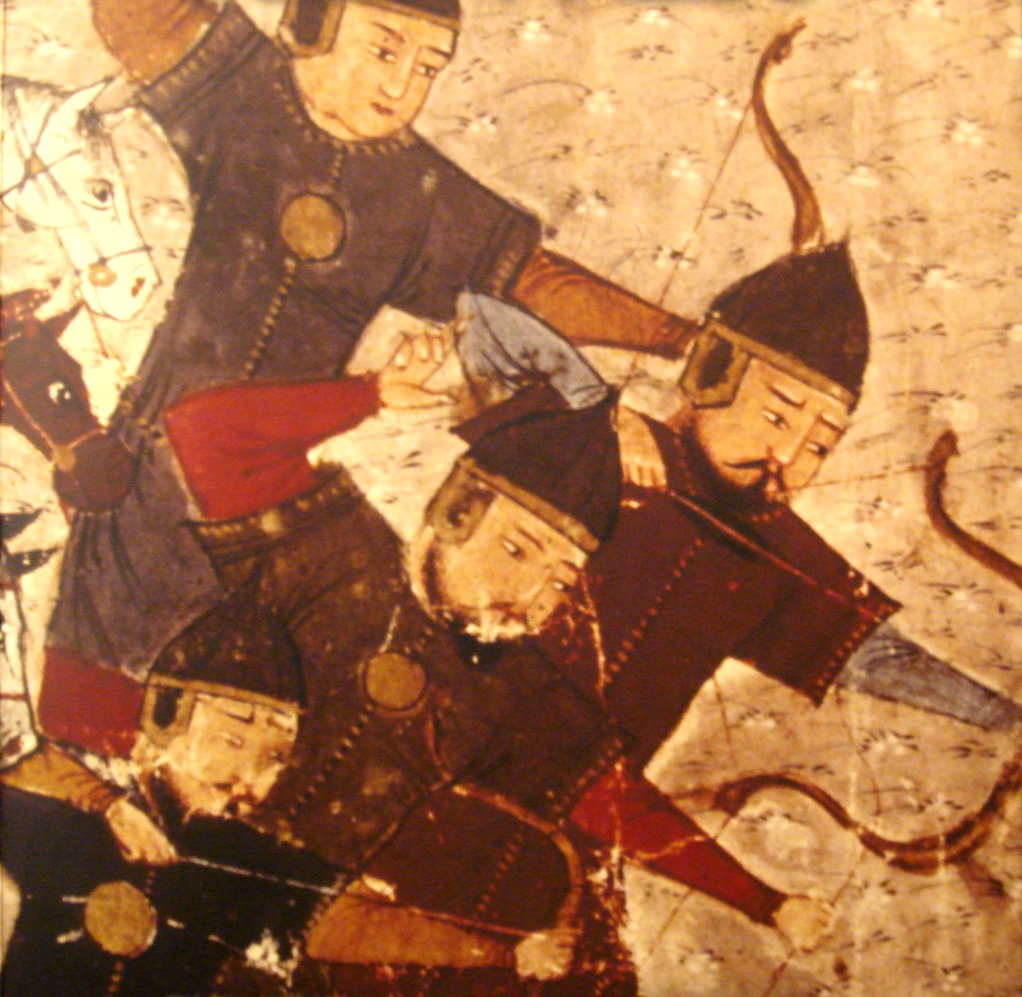
Soldados mongoles en Jami al-tawarikh por Rashid-al-Din Hamadani, BnF. MS. Supplément Persan 1113. 1430-1434 AD.

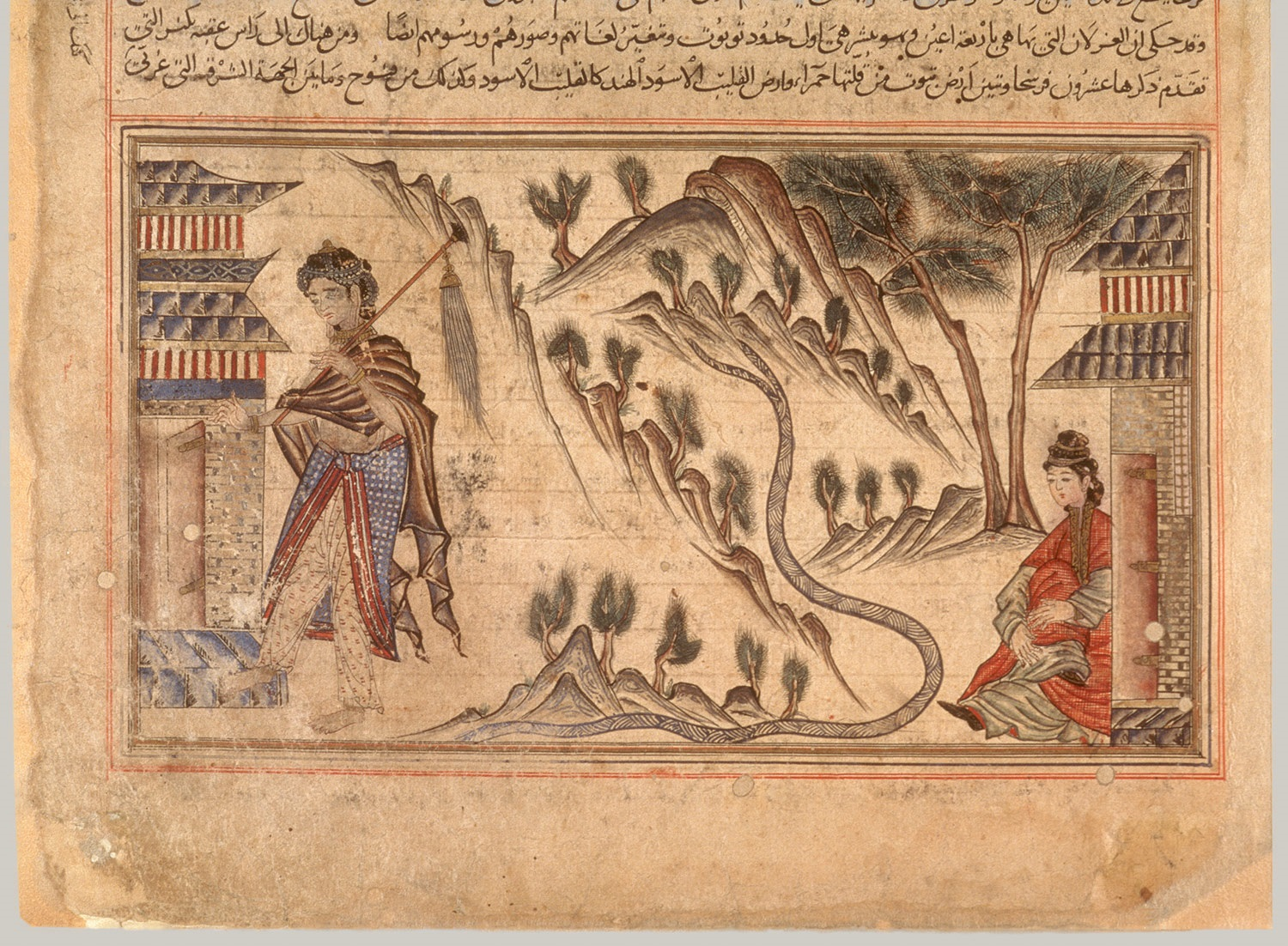
Montañas entre India y China, Colección Khalili.

El Jāmiʿ al-tawārīkh, (en árabe: جامع التواريخ‎ Compendium de Crónicas, en mongol: Судрын чуулган, en persa: جامع‌التواریخ‎) es una obra de literatura e historia, producida en el Ilkanato mongol. Escrito por Rashid-al-Din Hamadani (1247–1318) al inicio del siglo XIV, la amplitud de la cobertura del trabajo ha causado que se la llame «la primera historia mundial». Fue realizada en tres volúmenes. El total de porciones supervivientes aproximadamente son de 400 páginas, con versiones en persas y árabe. El trabajo describe culturas y acontecimientos importantes en la historia de China a Europa; además, cubre la historia de Mongolia, como manera de establecer su legado cultural.
Las espléndidas ilustraciones y la caligrafía requirieron los esfuerzos de centenares de escribanos y artistas, con la intención de crear dos copias nuevas cada año(una en persa, y otra en árabe) y distribuido a escuelas y ciudades alrededor del Ilkanato, en el Oriente Medio, Asia Central, Anatolia, y el subcontinente indio. Aproximadamente se hicieron unas veinte copias ilustradas del trabajo de Rashid al-Din, pero únicamente quedan unas cuantas partes, y el texto completo no ha sobrevivido. La copia más antigua conocida es una versión en árabe, de la cual se ha perdido la mitad, un conjunto de páginas se encuentra actualmente en la Colección Khalili, que comprende 59 folios del segundo volumen del trabajo. Otro conjunto de páginas, con 151 folios del mismo volumen, se encuentra en la Biblioteca de la Universidad de Edimburgo. Dos copias persas de la primera generación de manuscritos está en el Topkapı en Estambul. Los primeros manuscritos juntos representan «uno de los ejemplos supervivientes más importantes del arte iljánido en cualquier medio», y es el conjunto más grande de los primeros ejemplos de la miniatura persa.

## El autor
Rashid-al-Din Hamadani nació en 1247 en Hamadan, Irán a una familia judía. El hijo de un boticario, estudió medicina y se unió a la corte del emperador iljano Abaqa Kan, en esa especialidad. Se convirtió al Islam alrededor de los treinta años. Rápidamente ganó importancia política, y en 1304 fue nombrado visir del emperador y musulmán convertido Ghazan. Retuvo su posición hasta 1316, experimentando tres reinados sucesivos, pero, declarado culpable de haber envenenado el segundo de estos tres kanes, Öljeitü, fue ejecutado el 13 de julio de 1318.
Hamdani fue responsable de establecer un sistema social y económico estable en Irán después de la destrucción por las invasiones mongolas, y fue un importante mecenas artístico y arquitectónico. Amplió la universidad en Rab'-e Rashidi, que atrajo a académicos y estudiantes de Egipto y Siria a China, y donde publicó de sus trabajos. También fue un autor prolífico, aunque pocos de sus trabajos han sobrevivido: únicamente unas cuantas obras teológicas y una correspondencia qué es probablemente apócrifa, se conocen hoy en día además del Jāmi al-tawārīkh. Su riqueza inmensa hizo que se dijera de él que era el autor mejor pagado de Irán.

## El trabajo

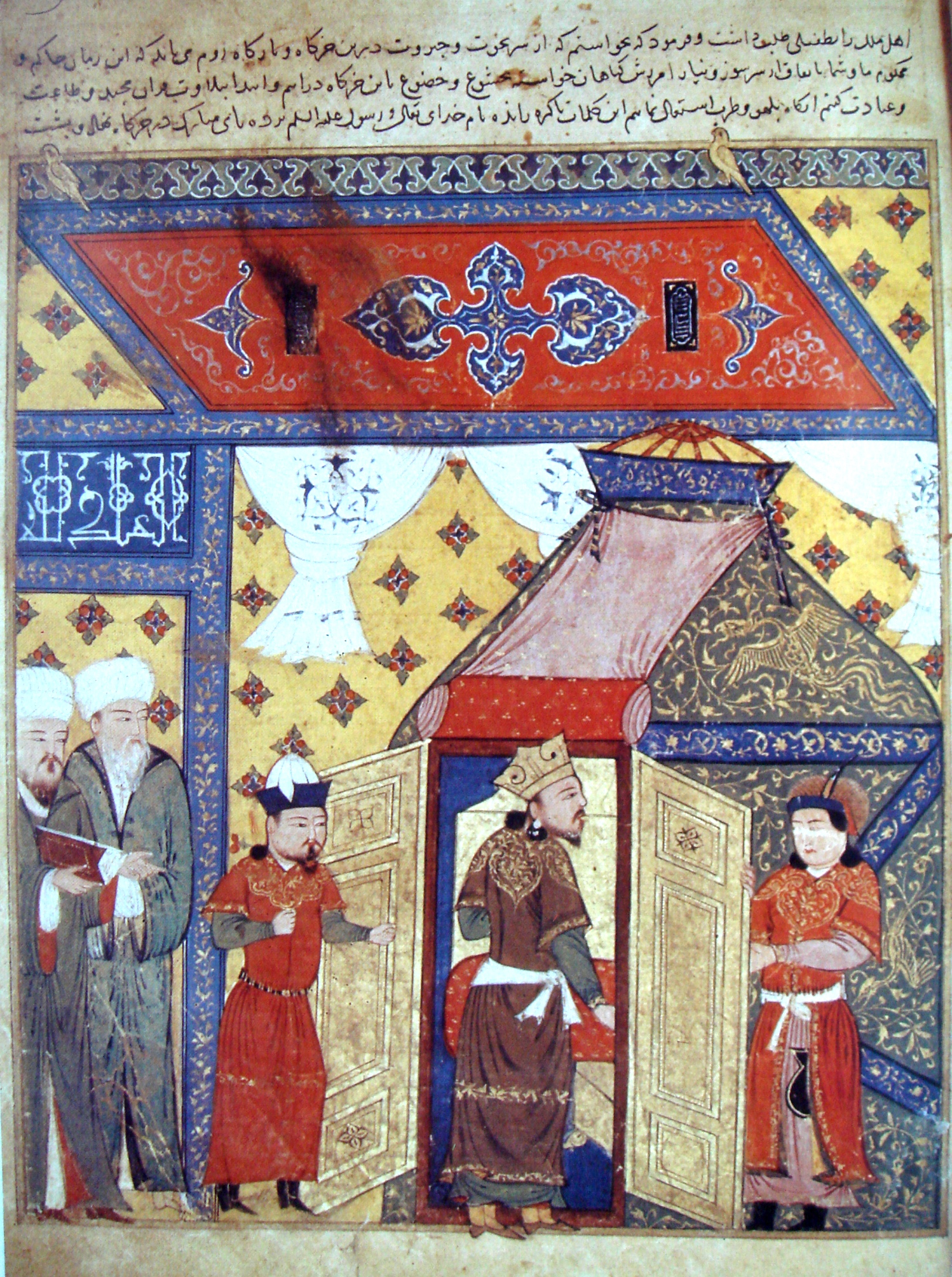
La conversión del khan Ghazan al Islam, manuscrito de la dinastía Timurid, Bibliothèque nationale de Francia, Supplément persan 1113, c. 1430

El Jāmiʿ al-tawārīkh fue uno de los proyectos más grandiosos del periodo del Ilkanato, «no únicamente un libro profusamente ilustrado, sino un un vehículo para justificar la hegemonía mongola sobre Irán». El texto fue inicialmente encargado por Il-Khan Ghazan, quién estaba ansioso porque los mongoles conservaran un recuerdo de sus raíces nómadas, ahora que se habían establecido y adoptado las costumbres persas. Inicialmente, la intención del trabajo era solo exponer la historia de los mongoles y sus predecesores en las estepas, y tomó el nombre de Ta'rīkh-ī Ghazānī, que constituye una parte del Jāmi' al-tawārīkh. Para compilar la historia, Rashid al-Din estableció un recinto completo en la universidad de Rab'-e Rashidi en la capital de Tabriz. Contenía múltiples edificios, incluyendo una mezquita, un hospital, una biblioteca, y aulas y empleando por encima de 300 trabajadores.
Después de la muerte de Ghazan en 1304, su sucesor Öljeitü le pidió a Rashid al-Din que ampliara su trabajo, y escribiera una historia de todo el mundo conocido. Este texto finalmente se completó en algún momento entre 1306 y 1311.
Después de la ejecución de Rashid al-Din en 1318, el recinto de Rab-i-Rashidi fue saqueado, pero la copia en proceso que se estaba realizando en ese momento sobrevivió, probablemente en algún lugar de la ciudad de Tabriz, posiblemente en la biblioteca de Ghiyath al-Din, hijo de Rashid, Ghiyath al-Din, más tarde sería nombrado también visir, por derecho propio, y amplió el recinto universitario restaurado el recinto de su padre. Muchas de las composiciones del Jāmiʿ fueron utilizadas como modelos para la versión ilustrada seminal más tardía del Shāhnāmé.
En el siglo XV, la copia de árabe estaba en Herat, quizás reclamada después de una victoria por la dinastía Timurid. Luego pasó a la corte del Imperio mogol en la India, donde estuvo en posesión del emperador Akbar (r. 1556–1605). Hay un registro de que pasó por las manos de los emperadores mogoles posteriores durante los siguientes siglos. Probablemente se dividió en dos partes a mediados del siglo XVIII, aunque ambas secciones permanecieron en la India hasta el siglo XIX, cuándo fueron adquiridas por los británicos. La parte que ahora se encuentra en la biblioteca de Edimburgo, estuvo presentada como regalo por Ali-I Ahmad Araf Sahib el 8 de octubre de 1761, y en 1800 estaba en la biblioteca del príncipe indio Farzada Kuli. Este fragmento fue adquirido por el coronel John Baillie of Leys de la Compañía Británica de las Indias Orientales, y pasando en 1876 a la biblioteca Universitaria de Edimburgo. La otra parte fue adquirida por John Staples Harriott de la Compañía de Indias Orientales con anterioridad a 1813. En algún momento durante las dos siguientes décadas fue llevada a Inglaterra, probablemente cuando Harriott llegó a casa con licencia, y fue cuando el manuscrito entró en la colección del general Thomas Gordon. Luego lo legó a la Real Sociedad asiática en 1841. En 1948, fue prestado al British Museum and Library, y en 1980 fue subastado en Sotheby's., donde fue comprada por la Fundación Rashidiyyah en Ginebra por £ 850,000, el precio más alto pagado por un manuscrito medieval. La Colección Khalili lo adquirió en 1990.

### Fuentes

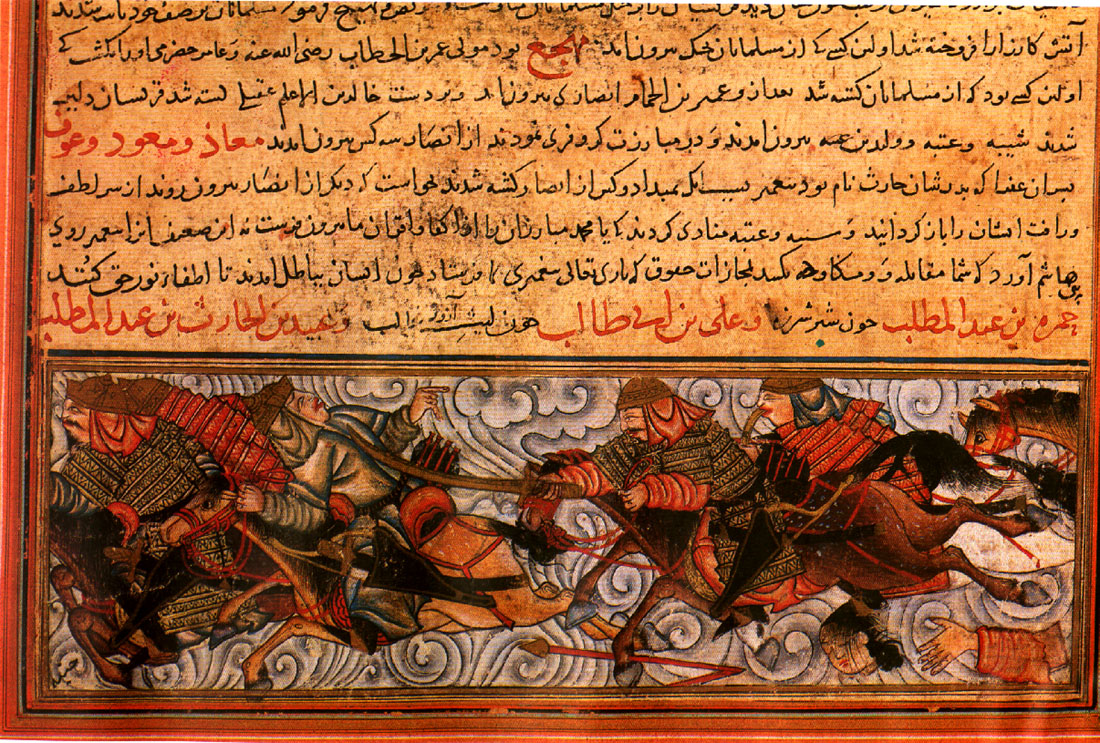
La Batalla de Badr, de Topkapi MS H 1653, 1314

### Ilustraciones
Recientes estudiosos han notado que, aunque los primeros ejemplos sobrevivientes son ahora poco comunes, el arte figurativo humano era una tradición continua en el mundo musulmán en contextos seculares (como la literatura, la ciencia y la historia); ya en el siglo IX, tal arte floreció durante el califato Abasí (hacia 749-1258, en España, África del Norte, Egipto, Siria, Turquía, Mesopotamia y Persia). Aunque gran parte de la ilustración para las diversas copias de Tawarikh probablemente se hizo en el complejo universitario Rab-al Rashidi, un documento escrito contemporáneo menciona que también se hicieron en otras partes del imperio mongol.

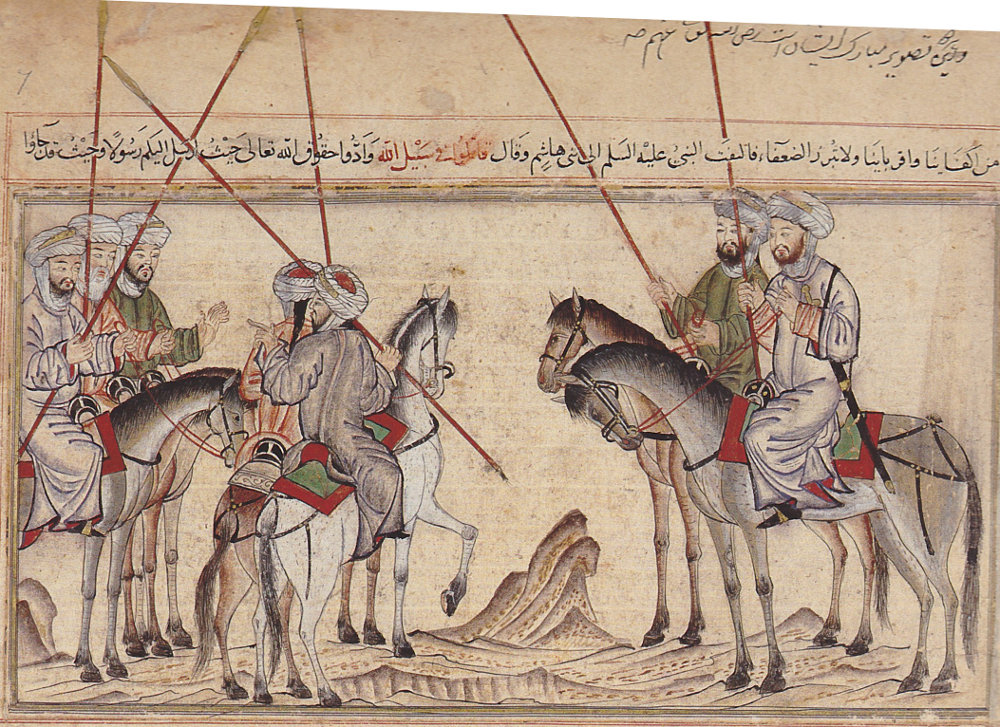
Muhammad que exhorta su familia antes de la Batalla de Badr

La escena ahora en la colección Kahlili que ilustra la Batalla de Badr usó una colección de figuras comunes, y los eruditos están en desacuerdo en cuanto a quién está representado. Un descriptor dice que muestra Muhammad con Hamza ibn Abdul-Muttalib y Ali antes de enviarlos a la batalla. Otro dice que Muhammad está en la derecha, pero Hamza y Ali en la izquierda, o quizás en el centro. Otra descripción dice que es Muhammad exhorta a sus familiares a luchar, y que él puede ser una de las figuras centrales, pero no está claro quién.

### Cuestiones sobre elJāmiʿ al-tawārīkh
Hay pocas razones para dudarde la autoría editorial de Rashid al-Din, pero el trabajo es generalmente considerado un esfuerzo colectivo. También pueda ser posible que esté compilado por un grupo de escritores internacionales bajo su liderazgo. Todavía, un número de cuestiones quedan sobre la escritura del Jāmiʿ al-tawārīkh. Muchos otros, como Abu'l Qasim al-Kashani, afirmaron haber escrito la Historia universal. Rashid al-Din era naturalmente un hombre muy ocupado, con su vida pública, y habría empleado ayudantes para manejar los materiales reunidos y para escribir el primer borrador: Abu'l Qasim pudo haber sido uno de ellos. Además, no todo del trabajo es original: por ejemplo, la sección sobre el periodo que sigue la muerte de Genghis Khan en particular está directamente tomado prestado de Juvayni. Otras cuestiones se refieren a la objetividad del autor y su punto de vista: es después de todo una historia oficial, respecto a acontecimientos con los que Rashid al-Din en su carrera política estuvo a menudo implicado de primera mano (para la historia del Ilkanato en particular). Empero, el trabajo «se caracteriza por un tono práctico y una refrescante ausencia de halagos aduladores».

## Manuscritos contemporáneos delJāmiʿ al-tawārīkh

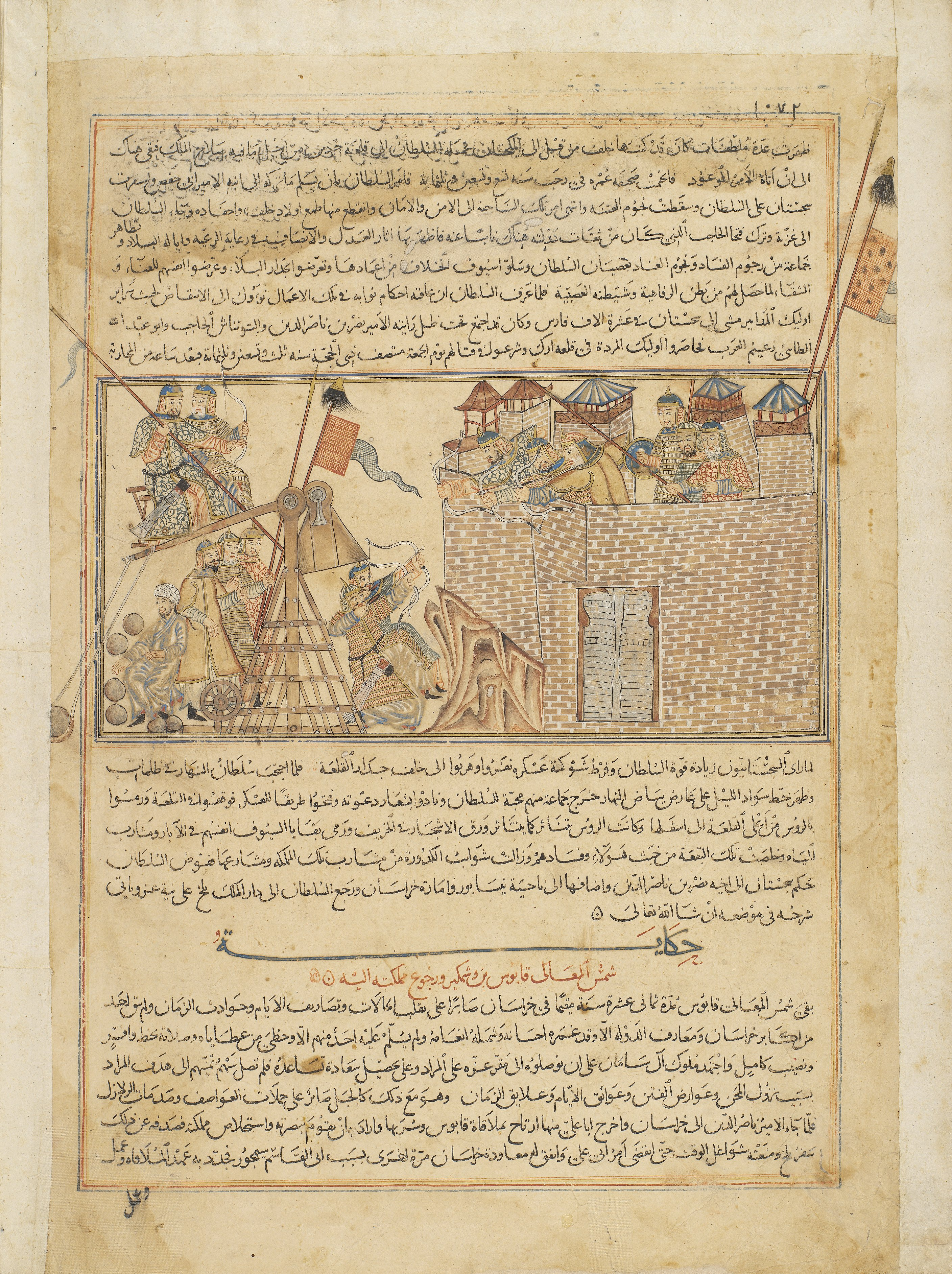
Folio de la colección de Edimburgo, mostrando una pintura en miniatura de los mongoles sitiando una ciudad.

El Jāmiʿ al-tawārīkh fue el centro de una industria durante un tiempo, sin duda en parte debido a la importancia política de su autor. El taller recibió la orden para producir dos manuscrito anuales uno en escritura árabe y otro en persa, para ser distribuido en ciudades diferentes. Aunque se produjeron aproximadamente 20 de la primera generación de manuscritos, muy pocos sobreviven, que se describen a continuación. Se hicieron otras copias posteriores del primer conjunto, con algunas ilustraciones y antecedentes agregados para coincidir con los eventos actuales.

### Manuscritos en árabe
La copia más antigua conocida está en árabe, data de principios del siglo XIII. Únicamente dos partes de ella han sobrevivido, se encuentran divididas entre la Universidad de Edimburgo (151 folios) y la Colección Khalili (59 folios), a pesar de que algunos investigadores argumentan que se trata de dos copias diferentes. Ambas secciones provienen del segundo volumen, con las páginas entrelazadas. La parte de Edimburgo cubre parte de la historia anterior a través de una sección sobre el Profeta Muhammad, y luego esta historia está continuada en la parte de la colección Khalili, con más narraciones que van y vienen entre las dos colecciones, terminando con la sección final también en el colección de Edimburgo.

#### Folios de Edimburgo
La parte de Edimburgo tiene un tamaño de página de 41.5 × 34.2 cm, con una área escrita de 37 × 25 cm, y contiene 35 líneas por página escrita en caligrafía naskhi. Hay algunas omisiones: folios 1, 2, 70 a 170, y el final; y está datado en 1306-1307, en una inscripción posterior, que sin embargo está aceptada. El texto comprende cuatro partes: la historia de Persia y Arabia preislámica, la historia del Profeta y Califas, la historia del Imperio gaznávidas, selyúcidas y de los atabeys, y la historia de los sultanes de Corasmia. Esta parte del manuscrito fue descubierta en el siglo XIX por Duncan Forbes, quien lo encontró entre los papeles del coronel John Baillie, por lo que esta sección a veces se conoce como «colección de Baillie».
Setenta miniaturas rectangulares adornan el manuscrito, que refleja la naturaleza cosmopolita de Tabriz en el momento de su producción. En esta capital, una encrucijada de rutas comerciales e influencias, y un lugar de gran tolerancia religiosa, cristianos, chinos, budistas y otros modelos de pintura llegaron para alimentar la inspiración de los artistas.
Las miniaturas tienen un formato horizontal inusual y ocupan alrededor de un tercio del área escrita; esto puede reflejar la influencia de los rollos chinos. Algunas partes del texto superviviente están muy ilustradas y otras partes no, aparentemente reflejando la importancia que se les otorga a cada una. Las miniaturas son dibujos a tinta con lavados de acuarela añadidos, una técnica también utilizada en China; aunque en general están en buenas condiciones, hubo un uso considerable de plata metálica para los reflejos, que ahora se ha oxidado a negro. También se pueden ver empréstitos del arte cristiano; por ejemplo, el nacimiento de Muhammad adapta la composición bizantina estándar para la Natividad de Jesús, pero en lugar de los Reyes Magos bíblicos, acercándose a la izquierda hay un conjunto de tres mujeres. La sección incluye el ciclo extendido más temprano de ilustraciones de la vida de Mahoma. Al igual que otras miniaturas iljanidas anteriores de, estas difieren de las relativamente pocas ilustraciones de libros islámicos que sobrevivieron al tener fondos paisajistas coherentes en las numerosas escenas establecidas en el exterior, en lugar de elementos aislados de plantas o rocas. Los encuadres arquitectónicos a veces se les da una sensación de profundidad por las diferentes capas que se muestran y el uso de una vista de tres cuartos.
El historiador Rice distinguió a cuatro pintores principales y dos asistentes:
- El pintor de Iram: el más influido por China (reflejado en elementos chinos, como árboles, el interés en el paisaje y en los personajes contemplativos). El trabajo está caracterizado por el dibujo abierto,modelado mínimo, cortinas lineales, detalles extensos, composiciones despojadas y equilibradas, colores delicados y pálidos, y un uso raro de la plata. Pintó sobre todo las primeras miniaturas, y pudo haber sido asistido por el Maestro de Tahmura.
- El pintor de Lohrasp: caracterizado por una variedad de temas,un estilo variable y ecléctico, cortinas bastante severas y angulosas, una verdadera variedad de movimientos, fondos despojados y vacíos. Su falta de interés en la pintura de paisaje muestra una falta de influencias chinas, que se ve compensada por la inspiración de la pintura árabe, siria y mesopotámica. Su trabajo es de calidad variable, y usa plata sistemáticamente. Su asistente: el Maestro de Escenas de la Vida del Profeta.
- El Maestro de las Escenas de Batalla: un pintor un poco inadvertido, como se hace evidente cuando el número de las armas no empareja con el número de personajes, o una pierna falta entre los caballos. Es notable por su completa falta de concentración y terror, y por su fuerte simetría, sus composiciones generalmente comprenden dos partes cara a cara compuestas por un líder y dos o tres seguidores. La decoración está limitada a hierba, indicada en pequeños grupos vegetativos, excepto durante asedios y ataques en la ciudad.
- El Maestro de Alp Arslan aparece brevemente, al final del manuscrito. Su estilo es crudo y desequilibrado, sus caracteres a menudo mal proporcionados.

Igual de distinguibles son los diferentes tipos raciales y étnicos, que se manifiestan no solamente en los atributos físicos de los personajes, sino también en sus ropas y sombreros. De este modo, se puede distinguir un grupo notablemente bien observado de abisinios, figuras de estilo occidental basadas en manuscritos cristianos sirios, chinos, mongoles, árabes, etc.
Los folios de Edimburgo permanecieron mostrados en una exposición en la Biblioteca Principal de la Universidad de Edimburgo en el verano del año 2014

#### Folios Khalili

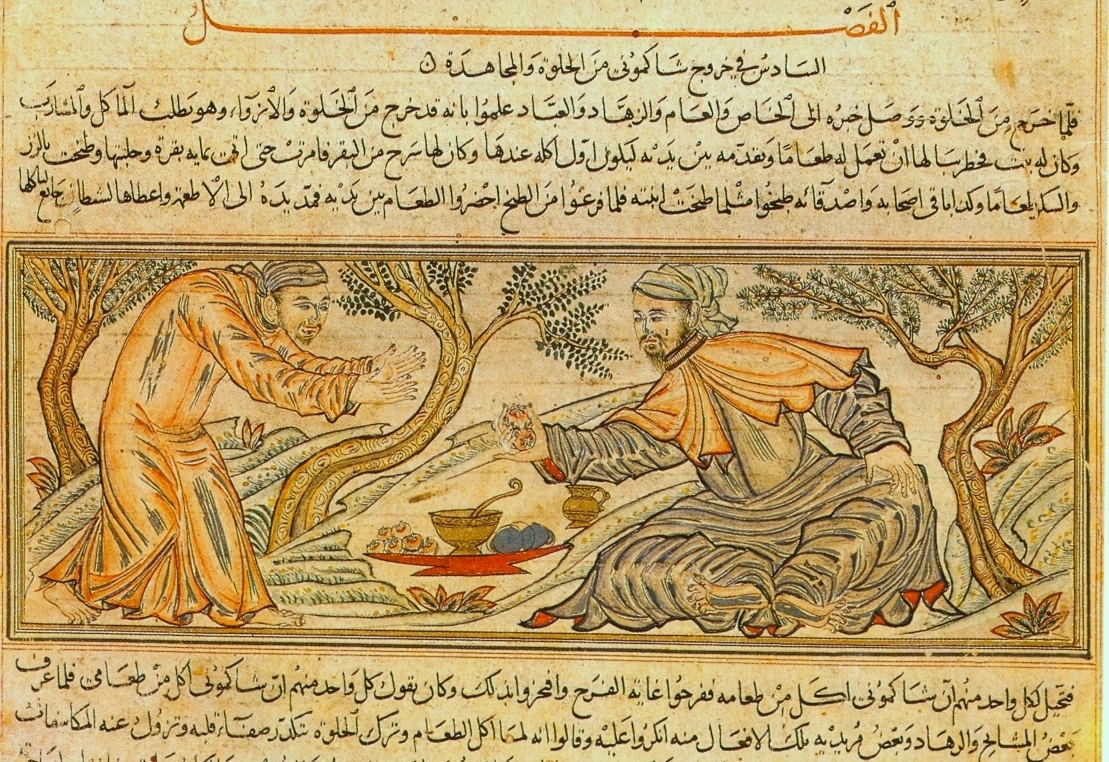
Buddha ofrece fruta al diablo, Colección Khalili.

La porción en la Colección Khalili, donde está documentado como MSS727, contiene 59 folios, 35 de ellos ilustrados.
Hasta su venta en 1980, era propiedad de la Sociedad asiática Real en Londres. Es una sección diferente de la Historia que la de la versión de Edimburgo, posiblemente de una copia diferente. Cada página mide 43,5 por 30 centímetros (dimensiones ligeramente diferentes a la parte de Edimburgo debido a los diferentes modelos copiados). Según la descripción de Blair de la colección, se perdieron dos secciones principales después de la división: treinta y cinco folios (73-107) que cubren la vida de Muhammad hasta el califato de Hisham, y treinta folios (291-48) que van desde el final de los Khwarazmshahs a la mitad de la sección de China. Esta última puede haberse perdido accidentalmente, pero el antiguo bloque pudo haber sido arrojado deliberadamente porque no tenía ilustraciones. Las publicaciones sobre la vida del Profeta se complicaron aún más, y cuatro se perdieron.
El manuscrito consiguió la atención occidental gracias a William Morley, quién lo descubrió en 1841 mientras estaba catalogando la colección de la Sociedad asiática Real en Londres. Durante algún tiempo, esta colección se mostró en la Biblioteca del Rey del Museo Británico. Incluye veinte ilustraciones, más quince páginas con retratos de los emperadores de China. El texto cubre la historia de Islam, el fin de la historia de China, la historia de la India, y un fragmento de la historia de los judíos. El trabajo del Pintor de Luhrasp y Maestro de Alp Arslan es otra vez evidente. Se pueden observar algunas diferencias en el estilo, pero se pueden atribuir a la diferencia en la fecha. Un pintor nuevo aparece para los retratos de dirigentes chinos, el cual utiliza técnicas especiales que parece imitar aquellos pintores de murales de la Yuan (según S. Blair): una atención a la línea y al lavado, y el uso de rojo y negro brillante. Este artista parece estar muy familiarizado con China. Los folios están datados de 1314, y esté transcrito e ilustrado en Tabriz bajo la supervisión de Rashid al-Din.

### Manuscritos persas

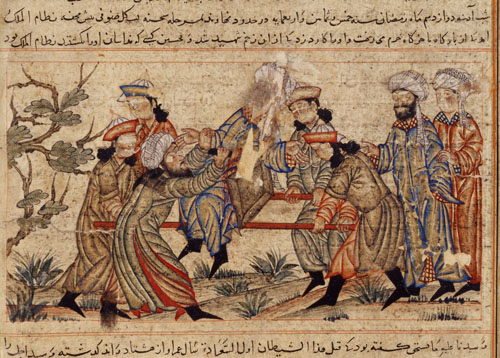
Un asesino (a la izquierda, con un turbante blanco) apuñala fatalmente a Nizam al-Mulk, un visir selyúcida, en 1092. Topkapi MS H 1653.

Hay dos copias de comienzos del siglo XIV en persa en la Biblioteca del Palacio de Topkapi, en Estambul.
- MS H 1653, hecho en 1314, el cual incluye adiciones más tardías en la era Timurid para el sultán Shahruj. La colección completa, conocida como el Majmu'ah, contiene la versión de Bal'ami' de la crónica de Muhammad ibn Jarir al-Tabari, el Jāmiʿ al-tawārīkh, y la biografía de Tamerlán de Nizam al-Din. Las partes del Jāmiʿ que cubren la mayoría de la historia de Mahoma y el Califato, más las dinastías posteriores al califato de los Ghaznavid, Saljuqs, Khwarazmshahs e Is'mailis, y los turcos. Contiene 68 pinturas en el estilo iljanida.
- SMS H 1654, hecho en 1317, que incluye 118 ilustraciones, con 21 páginas de retratos de emperadores chinos. Fue copiado para Rashid al-Din, y como H 1653 fue más tarde propiedad de Shahrukh.[24]

### Manuscritos y versiones más tardíos
El interés en el trabajo continuó después de que los ilkhanes fueron reemplazados como la dinastía gobernante de Persia por los timúridas, el hijo más joven de Tamerlán, Shahruj, quién gobernó la porción oriental del imperio de 1405–1447, poseía copias incompletas del Jāmi' al-tawārīkh y le encargó a su historiador judicial Hafiz-i Abru que lo completara. El primer manuscrito fechado para Shahrukh incluye el texto original y las adiciones de Hafiz-i Abru, junto con otras historias, y está fechado en 1415-1416 (Biblioteca del Palacio de Topkapi, MS B 282). El Topkapi MS H 1653, discutido anteriormente, combina un incompleto Ilkhanid Jāmi con adiciones Timúridas, que están fechadas en 1425. Otro Jāmiʿ está en París (BnF, Supplément persan 1113), datado a aproximadamente 1430, con 113 miniaturas. La mayoría de las miniaturas de estos volúmenes copian el formato horizontal y otras características de los manuscritos iljanidas, conservando otras características del estilo de timúrida en el vestuario, el color y la composición, utilizando lo que a veces se conoce como el «Estilo histórico».